# Trachythorax expallescens
Trachythorax expallescens är en insektsart som beskrevs av Ludwig Redtenbacher 1908. Trachythorax expallescens ingår i släktet Trachythorax och familjen Diapheromeridae. Inga underarter finns listade i Catalogue of Life.